# Eric van der Luer
Alphons Maria Eric Patrick van der Luer (Maastricht, 16 augustus 1965) is een Nederlands voormalig voetballer die hoofdzakelijk als middenvelder speelde. Hij kwam van 1982 tot en met 2004 uit voor MVV, FC Assent, Roda JC en Alemannia Aachen. Van der Luer speelde in 1995 twee wedstrijden in het Nederlands voetbalelftal. Hij bracht veertien jaar van zijn actieve prof carrière door bij Roda JC.
Van der Luer werd in 2008 assistent-trainer bij Alemannia Aachen. Daar werd hij op 12 september 2011 samen met trainer Peter Hyballa op non-actief gesteld. In seizoen 2012/13 was Van der Luer hoofdtrainer van KFC Uerdingen 05. Hij keerde in juli 2015 terug bij Roda JC, waar hij een dubbelfunctie kreeg als trainer van Jong Roda JC en scout voor de hoofdmacht van de club. Vanaf 19 maart 2019 verving hij de ontslagen Robert Molenaar tot aan het einde van het seizoen, naast zijn andere werkzaamheden binnen de club. In september 2019 werd een conflict over zijn dienstverband bij Roda JC na een arbitragezaak geschikt. Van der Luer vervolgde zijn loopbaan als trainer van sv Argo in Obbicht. Vanaf het seizoen 2022-2023 is Van der Luer trainer van zondagse eersteklasser EHC uit Hoensbroek.Op 29 februari 2024 werd bekend dat Eric van de Luer een driejarig contract  heeft ondertekend in de functie van hoofdtrainer vanaf het seizoen 2024/2025,   bij SV Meerssen uitkomend in de Derde divisie (voetbal Nederland).

## Erelijst
Roda JC
- KNVB beker

1996/97
1999/00